# Hermagor-Pressegger See

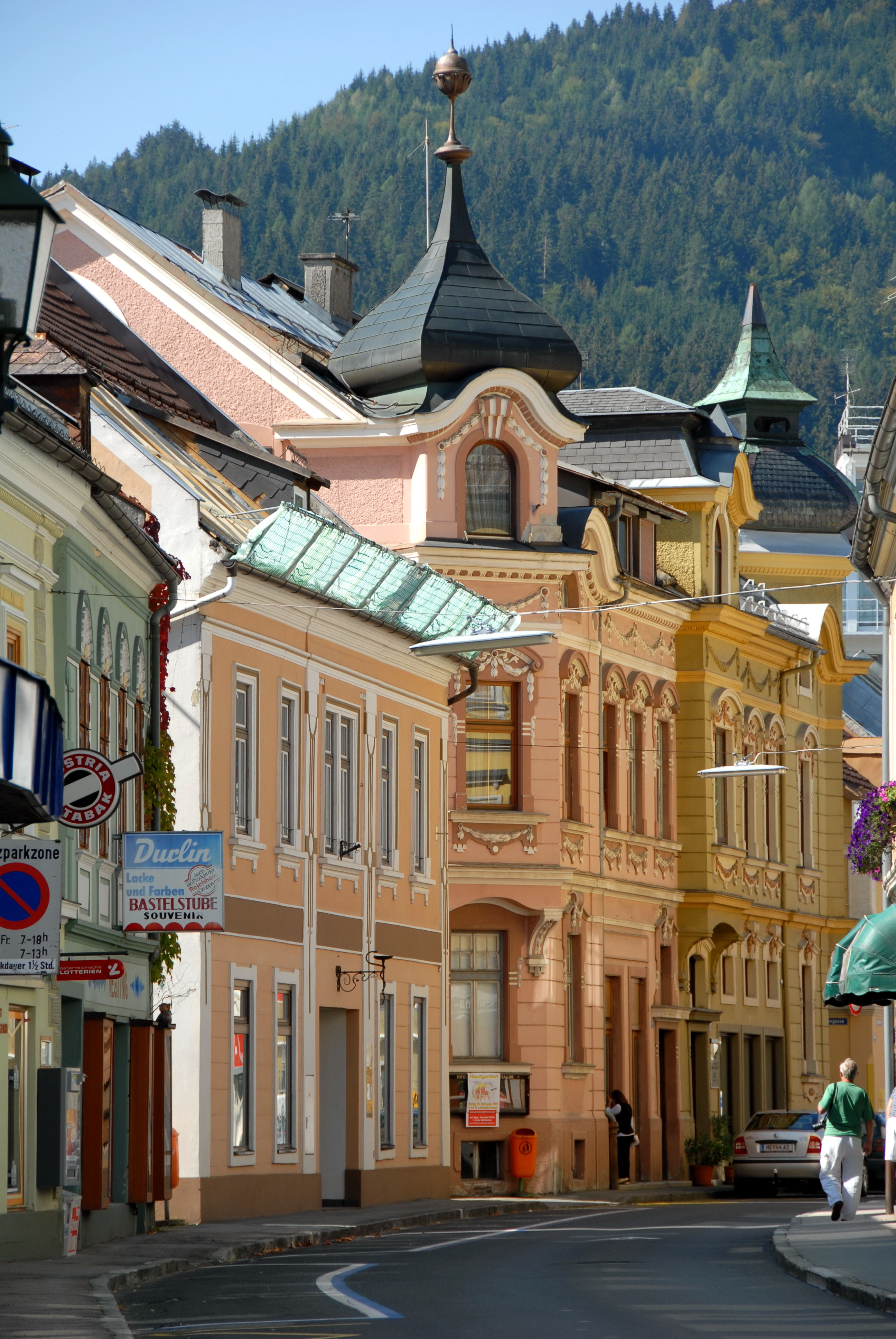
Stadtansicht von Hermagor

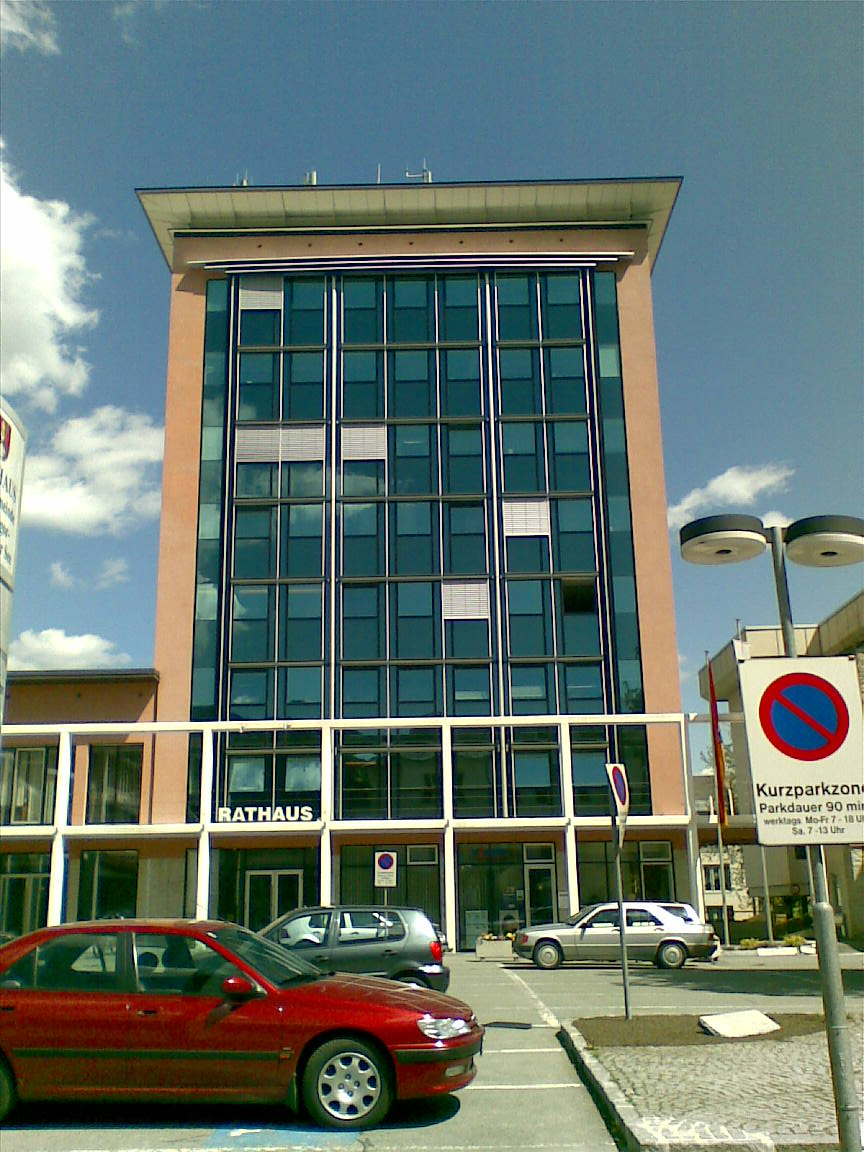
Rathaus von Hermagor

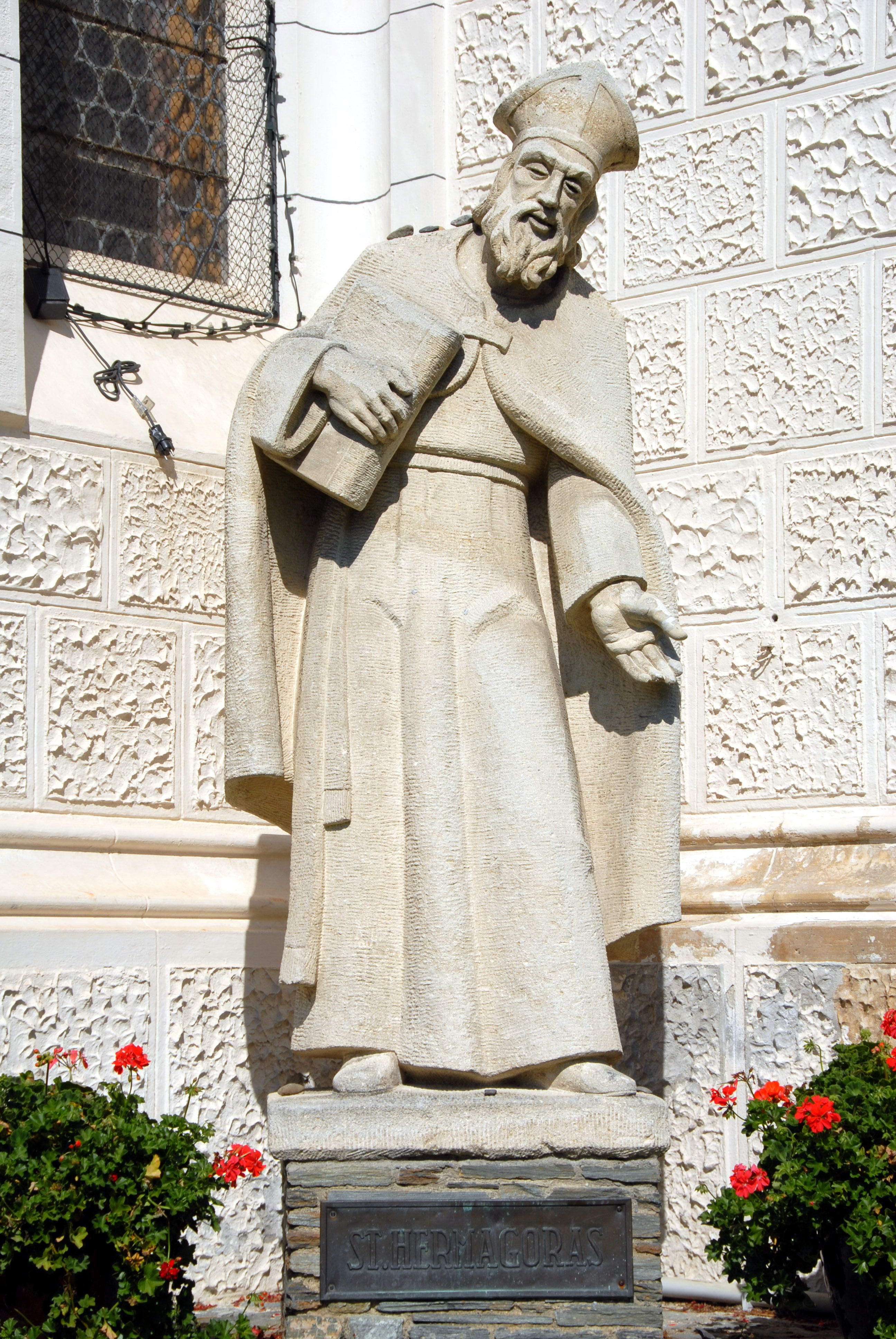
Statue des Heiligen Hermagoras in Hermagor. Skulptur von Hans Domenig, geschaffen 1962

Hermagor-Pressegger See (slow.: Šmohor-Preseško jezero), meist kurz Hermagor, ist eine Stadtgemeinde mit 6905 Einwohnern (Stand 1. Jänner 2025) im Bezirk Hermagor im österreichischen Kärnten. Die Stadt wurde nach dem frühchristlichen Heiligen Hermagoras benannt, der der Legende nach der erste Bischof des Patriarchats von Aquileia gewesen ist.

## Geographie

### Geographische Lage
Die Gemeinde liegt im unteren Gailtal an der Einmündung des Gitschtals nahe der Grenze zu Italien. Die Gemeinde wird im Süden von den Karnischen Alpen und im Norden von den Gailtaler Alpen begrenzt. Mit dem Pressegger See liegt der neuntgrößte See Kärntens im Gemeindegebiet.

### Gemeindegliederung
Die Gemeinde gliedert sich in die folgenden Katastralgemeinden:
- Egg (Brdo)
- Görtschach (Goriče)
- Guggenberg
- Hermagor (Šmohor, früher auch Trg)
- Khünburg
- Mitschig (Mičiče oder Semičiče)
- Möderndorf (Modrinja vas)
- Möschach (Mošče)
- Nampolach (Napole)
- Rattendorf (Radnja vas)
- Tröpolach (Drobolje oder Dobropolje)
- Vellach (Bela)

und diese wiederum in folgende 64 Ortschaften (in Klammern Einwohnerzahl Stand 1. Jänner 2025):
- Achleiten (3)
- Aigen (1)
- Bergl (29)
- Braunitzen (Brnice) (6)
- Brugg (Moste) (19)
- Burgstall (7)
- Danz (23)
- Dellach (Dole) (78)
- Egg (Brdo) (140)
- Eggforst (11)
- Förolach (Borlje) (194)
- Fritzendorf (Limarce) (58)
- Görtschach (Goriče) (148)
- Götzing (Gocina) (14)
- Grafenau (Kozloz) (0)
- Grünburg (79)
- Guggenberg (31)
- Hermagor (Šmohor) (1551)
- Jenig (153)
- Kameritsch (Kamerče) (57)
- Khünburg (219)
- Kleinbergl (32)
- Kraschach (Krošane) (60)
- Kraß (21)
- Kreuth ob Mellweg (Rute pri Melvičah) (50)
- Kreuth ob Möschach (Rute pri Moščah) (14)
- Kreuth ob Rattendorf (75)
- Kühweg (Skubiče) (177)
- Kühwegboden (199)
- Latschach (Loče) (81)
- Liesch (2)
- Mellach (Mele) (33)
- Mellweg (Melvice) (53)
- Micheldorf (Velika vas) (156)
- Mitschig (Mičiče) (72)
- Möderndorf (Modrinja vas) (138)
- Nampolach (Napole) (21)
- Neudorf (Nova vas) (286)
- Neuprießenegg (32)
- Obermöschach (47)
- Obervellach (209)
- Paßriach (Pazrije) (146)
- Podlanig (41)
- Postran (122)
- Potschach (Potoče) (48)
- Presseggen (Preseka) (234)
- Presseggersee (Preseško Jezero) (124)
- Radnig (225)
- Radnigforst (8)
- Rattendorf (Radnja vas) (313)
- Schinzengraben (27)
- Schlanitzen (Zelenica) (37)
- Schmidt (1)
- Siebenbrünn (Zavrh) (2)
- Sonnenalpe Nassfeld (44)
- Sonnleitn (26)
- Süßenberg (Planja) (22)
- Toschehof (Tešinje) (0)
- Tröpolach (Dropolje) (444)
- Untermöschach (Spodnje Mošče) (44)
- Untervellach (Spodnja Bela) (253)
- Watschig (Vačice) (123)
- Wittenig (Vitenče) (42)
- Zuchen (0)

Weitere Ortslage ist die Rotte Thurnhof.

### Nachbargemeinden
| Gitschtal               | Weißensee, Paternion                        |                         |
| Kirchbach               | Kompassrose, die auf Nachbargemeinden zeigt | Sankt Stefan im Gailtal |
| Moggio Udinese, Paularo | Pontebba                                    | Malborghetto-Valbruna   |

## Geschichte
Das heutige Gemeindegebiet war, wie Funde belegen, schon in vorrömischer Zeit besiedelt. Die ältesten bekannten Funde im Umfeld von Hermagor gehören in die sogenannte Urnenfelderzeit (1200 bis 1800 v. Chr.) und sind teils Depot- und Streufunde. Dazu gehört ein Depotfund aus Dellach, ehem. Gemeinde Egg, der im Jahre 1889, unter einer Steinplatte hinterlegt, geborgen werden konnte. Er enthielt zwei große, mittelständige Lappenbeile, eines davon mit facettierten Lappen und zwei Bronzeringe. Ein für die ältere Urnenfelderzeit typischer Griffangeldolch wurde 1937, in rund 1400 m Höhe, auf der Jadersdorfer Ochsenalm, Gitschtal, gefunden. Er weist auf die Einflüsse aus dem Südwesten und Oberitalien hin.
Es wurde hier Eisenerz abgebaut, das bis an das Mittelmeer exportiert wurde. Um 15 v. Chr. wurde das keltische Königreich Noricum und so auch das heutige Gemeindegebiet vom Römischen Reich besetzt und in das Reich eingegliedert. In etwa dieser Zeit wird auch die Hadnmauer verortet, eine Talsperre, die sich bei Rattendorf durch das Tal zog und vermutlich Gurina schützen sollte.
Die Pfarre Hermagor wurde im Jahre 1169 erstmals urkundlich erwähnt, ihr Titelheiliger Hermagoras weist auf eine Gründung durch Aquileja hin. Verkehrsgünstig an der Wegkreuzung vom Gitschtal zum Kreuzbergsattel gelegen, entstand der Ort als planmäßiger Markt, erhielt 1288 das Marktrecht verliehen und entwickelte sich zum Hauptort des Gailtals. Im 15. Jahrhundert fielen die Türken ein und verwüsteten die Ortschaften im gesamten Gailtal. Ab dem 16. Jahrhundert gehörte der Markt Hermagor zu den Herrschaftsrechten der Grafschaft Ortenburg.
1779 entdeckte Franz Xaver Freiherr von Wulfen die nach ihm benannte Blume Wulfenia auf dem Gartnerkofel.
Der Ort wurde 1868 Sitz der Bezirkshauptmannschaft und somit Zentrum des damals gleichnamigen Bezirks Hermagor. Während der k. u. k. Monarchie war Hermagor Garnison des I. und II. Bataillons des k. k. Landwehr Infanterie-Regiments Nr. 4.
Im Jahr 1880 hatte die damalige Marktgemeinde Hermagor 709 Einwohner, die sämtlich deutschsprachig waren. Zu dieser Zeit befand sich der Ort unmittelbar nordwestlich der Sprachgrenze. Die heute zu Hermagor gehörigen Orte ab Potschach und Fritzendorf waren slowenischsprachig. Während die slowenische Volksgruppe fast rein katholisch war, verfügte Hermagor auch über eine evangelische Minderheit. Diese war in fast allen deutschsprachigen Dörfern der Umgebung zu finden und stellte 1880 in den heute zur Gemeinde gehörigen Orten Achleiten, Aigen, Danz, Jenig, Kameritsch, Kreuth ob Rattendorf, Liesch, Radnig, Radnigforst, Rattendorf und Watschig die Mehrheit.
Mit Wirksamkeit zum 10. Oktober 1930 wurde der Markt Hermagor per Beschluss der Kärntner Landesregierung zur Stadt erhoben, im Anschluss an die Ereignisse rund um den Kärntner Abwehrkampf (1918–1920) und die Kärntner Volksabstimmung vom 10. Oktober 1920.
Im April 1938 wurde Hermagor zur sogenannten „Führergemeinde“ erklärt, da es in der gesamten Gemeinde keine einzige Nein-Stimme gegen den Anschluss Österreichs an das nationalsozialistische Deutsche Reich gab. Im Zuge der Arisierung wurde die Gemischtwarenhandlung des jüdischen Händlers Arthur Glesinger zur Schließung gezwungen. Der in Hermagor ansässige Arzt Albert Menninger-Lerchenthal wurde aufgrund seiner jüdischen Wurzeln im Jänner 1943 nach Magdeburg versetzt und verstarb während eines Heimaturlaubs im Sommer 1944 unter ungeklärten Umständen auf der nahe dem Stadtgebiet gelegenen Radniger Alm.
Mehr als 3000 junge Frauen befanden sich in den Kriegsjahren im sogenannten „Maidenlager“ des Reichsarbeitsdienstes im oberen Stadtteil von Hermagor. Die weiblichen Arbeitskräfte, vorwiegend aus der Steiermark und dem norddeutschen Raum, unterstützten die in der Gemeinde ansässigen landwirtschaftlichen Betriebe.
Im April 1942 wurden mehrere kärntner-slowenische Familien aus der Gemeinde Hermagor zwangsausgesiedelt oder deportiert. Die lokale Hauptverantwortung dafür trug der nationalsozialistische Kreisleiter von Hermagor Julian Kollnitz, der im Zuge der Entnazifizierung 1949 zu zehn Jahren Haft verurteilt wurde.
Die Stadt Hermagor war zudem Standort des Betriebes „Haßlacher“, welcher für die Wehrmacht und Luftwaffe Holzbaracken herstellte. In diesem mussten zum Teil auch britische und sowjetische Kriegsgefangene, letztere unter besonders widrigen Umständen, arbeiten. Dies führte ab Oktober 1944 zu mehreren alliierten Bombenangriffen auf den südöstlichen Stadtteil Hermagoras, in dem der genannte Rüstungsbetrieb und der Bahnhof lagen. Am 8. Mai 1945 erreichten vom Plöckenpass vordringende britische Einheiten die Stadt. Der Verein „Erinnern Gailtal“ zählt mehr als 200 Opfer des Nationalsozialismus im Bezirk Hermagor und im restlichen Kärntner Gailtal, die Dunkelziffer wird jedoch deutlich höher geschätzt.
1958 wurde Möschach angeschlossen und 1973 entstand durch die Eingemeindung von Egg, Mitschig, Görtschach sowie Teilen von Rattendorf die Großgemeinde Hermagor-Pressegger See.
Im Mai 2025 wurde in Hermagor das Denkmal der Namen zur Erinnerung an 66 Opfer des Nationalsozialismus enthüllt.

## Bevölkerung

### Bevölkerungsentwicklung
| Hermagor-Pressegger See: Einwohnerzahlen von 1869 bis 2024 | Hermagor-Pressegger See: Einwohnerzahlen von 1869 bis 2024 | Hermagor-Pressegger See: Einwohnerzahlen von 1869 bis 2024 | Hermagor-Pressegger See: Einwohnerzahlen von 1869 bis 2024 | Hermagor-Pressegger See: Einwohnerzahlen von 1869 bis 2024 |
| ---------------------------------------------------------- | ---------------------------------------------------------- | ---------------------------------------------------------- | ---------------------------------------------------------- | ---------------------------------------------------------- |
| Jahr                                                       |                                                            |                                                            |                                                            | Einwohner                                                  |
| 1869                                                       | 1869                                                       |                                                            | 5.366                                                      | 5.366                                                      |
| 1880                                                       | 1880                                                       |                                                            | 5.821                                                      | 5.821                                                      |
| 1890                                                       | 1890                                                       |                                                            | 5.797                                                      | 5.797                                                      |
| 1900                                                       | 1900                                                       |                                                            | 6.030                                                      | 6.030                                                      |
| 1910                                                       | 1910                                                       |                                                            | 6.621                                                      | 6.621                                                      |
| 1923                                                       | 1923                                                       |                                                            | 6.095                                                      | 6.095                                                      |
| 1934                                                       | 1934                                                       |                                                            | 6.296                                                      | 6.296                                                      |
| 1939                                                       | 1939                                                       |                                                            | 6.760                                                      | 6.760                                                      |
| 1951                                                       | 1951                                                       |                                                            | 7.219                                                      | 7.219                                                      |
| 1961                                                       | 1961                                                       |                                                            | 7.036                                                      | 7.036                                                      |
| 1971                                                       | 1971                                                       |                                                            | 7.238                                                      | 7.238                                                      |
| 1981                                                       | 1981                                                       |                                                            | 7.079                                                      | 7.079                                                      |
| 1991                                                       | 1991                                                       |                                                            | 7.403                                                      | 7.403                                                      |
| 2001                                                       | 2001                                                       |                                                            | 7.232                                                      | 7.232                                                      |
| 2011                                                       | 2011                                                       |                                                            | 7.055                                                      | 7.055                                                      |
| 2021                                                       | 2021                                                       |                                                            | 6.938                                                      | 6.938                                                      |
| 2024                                                       | 2024                                                       |                                                            | 6.970                                                      | 6.970                                                      |
| Quelle(n): Statistik Austria, Gebietsstand 1.1.2021        |                                                            |                                                            |                                                            |                                                            |

### Volksgruppen, Religion
Zum Zeitpunkt der Volkszählung 2001 hatte Hermagor-Pressegger See 7.232 Einwohner (1991: 7.403), überwiegend Angehörige der deutsch- oder der slowenischsprachigen Volksgruppe. Davon besaßen 94,7 % die österreichische, 1,6 % die deutsche, 1,1 % die bosnische und 1,0 % die kroatische Staatsbürgerschaft.
68,8 % der Bevölkerung bekannten sich zur römisch-katholischen, 25,6 % zur evangelischen Kirche und 1,5 % waren islamischen Glaubens, 2,4 % ohne religiöses Bekenntnis.

## Kultur und Sehenswürdigkeiten

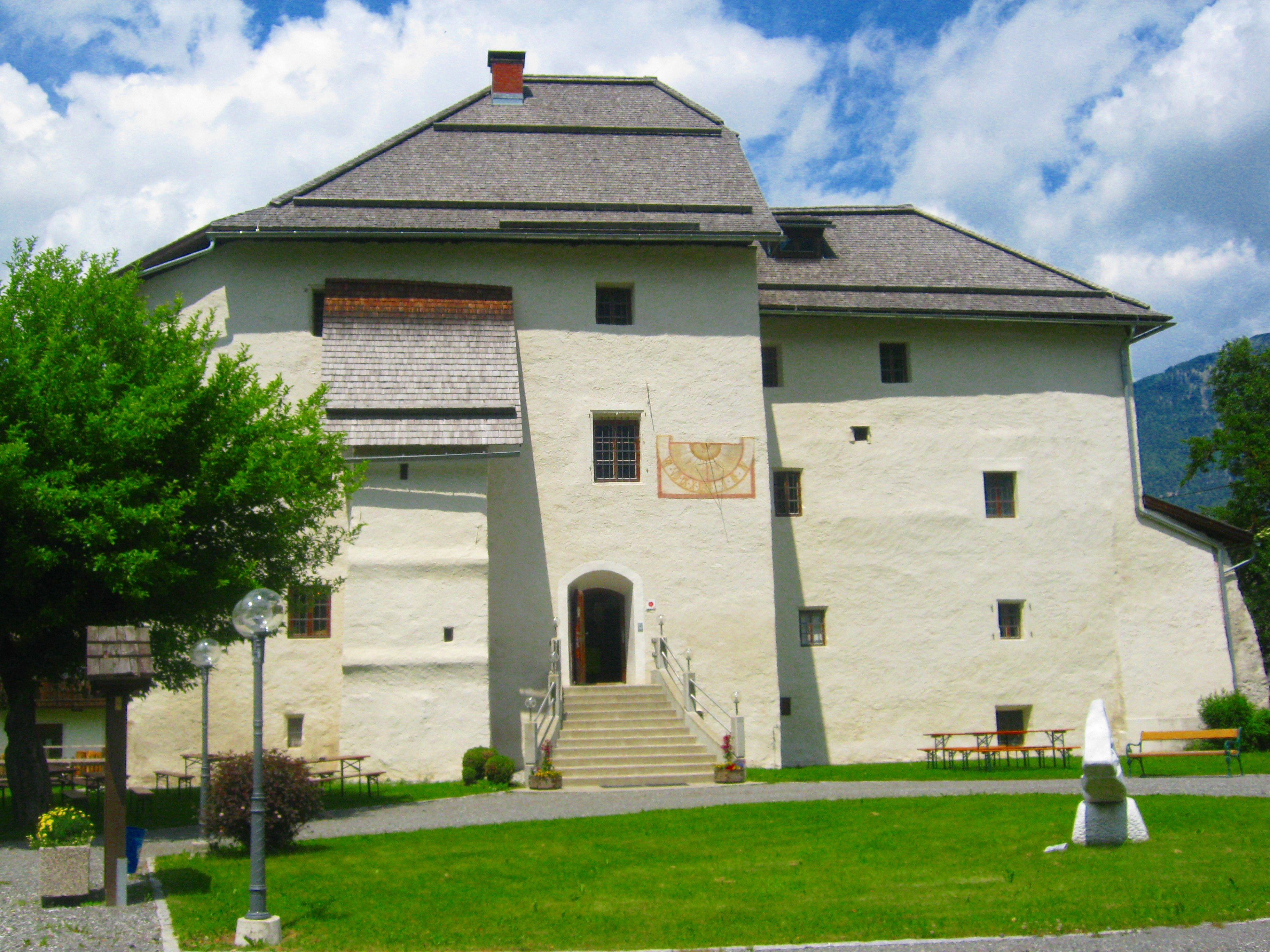
Schloss Möderndorf in Hermagor

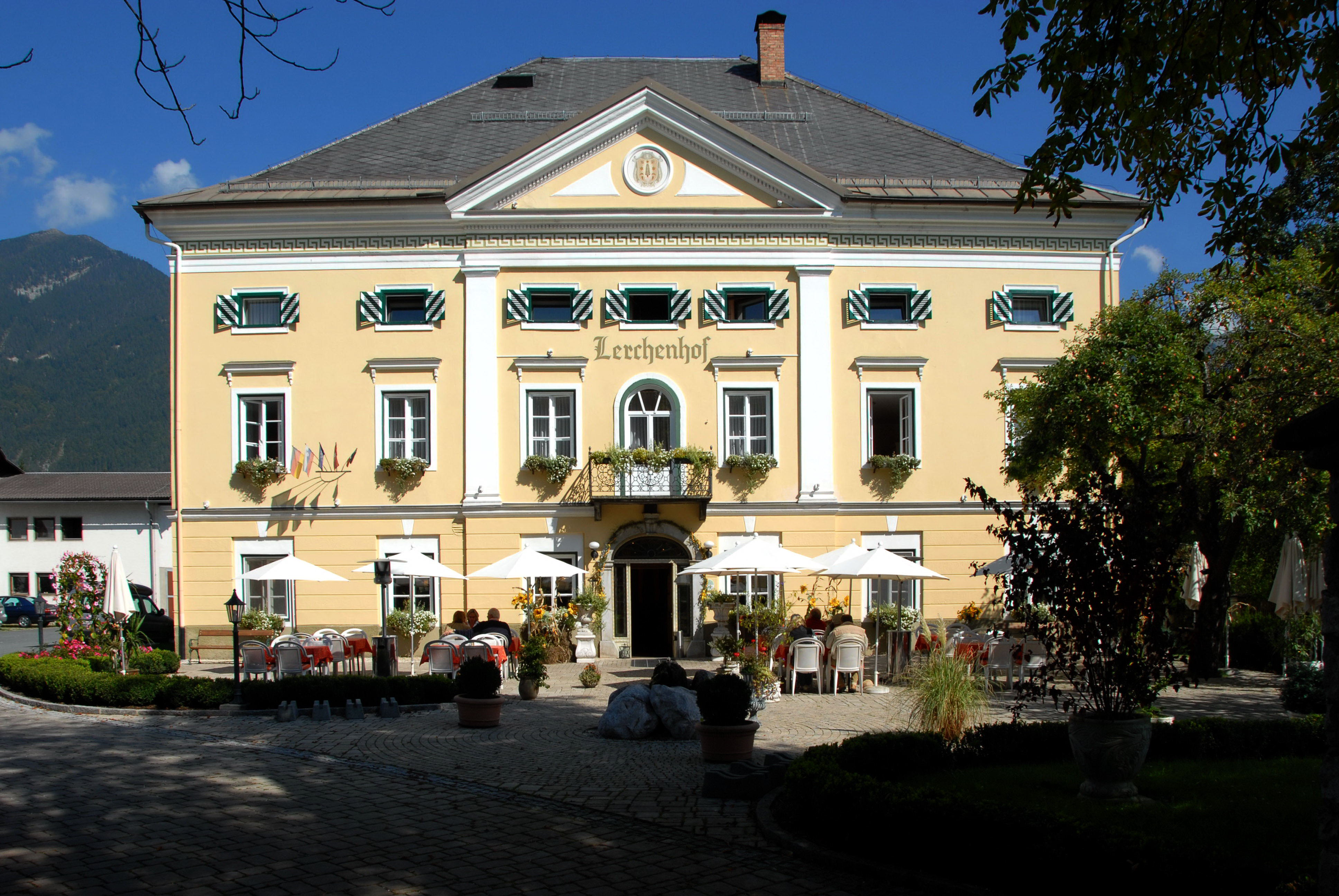
Schloss Lerchenhof in Untermöschach

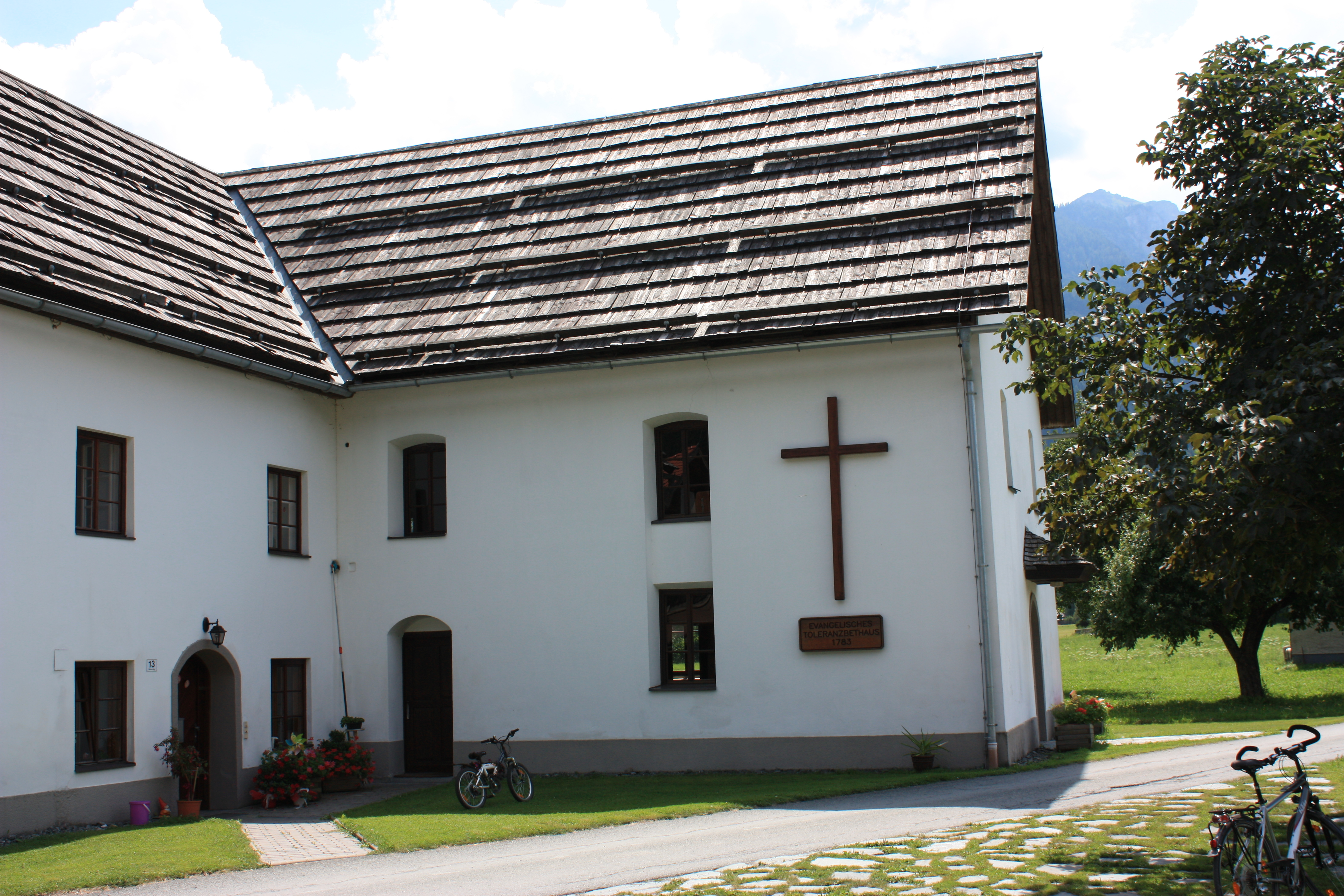
Watschiger Toleranzbethaus

- Schloss Möderndorf mit Gailtaler Heimatmuseum
- Schloss Lerchenhof in Untermöschach wurde in den Jahren 1848 bis 1851 als Herrschaftssitz des Freiherrn Julius von Wodley erbaut. Das seit 1939 unter Denkmalschutz stehende Gebäude, das heute als Hotel-Gasthof genutzt wird, gilt als Paradebeispiel für die spätklassizistische-biedermeierliche Architektur in Kärnten.
- Die Burgruine Malenthein liegt am südöstlichen Hang des Guggenbergs bei Kühweg. Die älteste urkundliche Erwähnung eines Turms in bambergischen Besitz stammt aus dem Jahr 1311, ein weiterer Ausbau ist für 1317 belegt. Bis 1395 war die Burg Sitz eines Landgerichts. Ende des 15. Jahrhunderts ging sie an Friedrich III. über, dessen Nachfolger Maximilian I. verlieh sie 1506 an Johann Geumann von Galsbach, Hochmeister des Georgsordens in Millstatt. Dieser übergab sie seinem Schwager Georg von Malenthein, seither trug die Burg dessen Namen. Der Turm war 1688 noch bewohnt, ab dem 18. Jahrhundert verfiel die Burg allmählich. Sichtbar sind heute noch Teile des äußeren Mauerrings sowie 6 bis 8 Meter hohe Reste des Wohnturms.[12]
- Burgruine Feste Khünburg. In Sichtweite von Hermagor in östliche Richtung liegt auf einer Rückfallkuppe der nach Südosten abstreichenden Flanke der Egelgruppe ein mächtiger Turm, der Bergfried der alten Festung Khünburg. Zur Burg führt ein schmaler, gratartiger Rücken, der durch einen Graben abgesichert ist. Der Bau konnte ursprünglich nicht sehr weitläufig sein, da das kleine Plateau dafür nicht genug Raum bot. Die Existenz einer Kapelle vermutet man auf dem rasigen Vorplatz an der Südseite des Turmes. Brand, Schwierigkeiten mit der Wasserversorgung, dieses musste durch lange Röhrenleitungen zugebracht werden. Schließlich führte wohl die unwegsame Lage dieser Burg zu ihrer Aufgabe. Die Khünburger verlegten später ihren Sitz in das bequemere, leicht zugängliche Talschloss „castrum Kynegg“ (das heutige Egg). Das Grafengeschlecht Kuenburg hat neben Besitzungen in Südtirol und Übersee nach wie vor seinen bevorzugten Familiensitz in Egg bei Hermagor.[13]
- Filialkirche Schlanitzen. Die Filialkirche „St. Leonhard“, ein mittelgroßer, spätgotischer Bau, steht südlich von Tröpolach, auf einer 116 m höher gelegenen, jäh abstürzenden bewaldeten Bergkuppe (Pleik). Paolo Santonino berichtete von der Weihe dieser „neuen“ Kirche am 23. Oktober 1485 durch den Bischof von Caorle. Überlieferungen wissen auch von einer hölzernen Vorläuferkapelle, die von Bergknappen errichtet worden war. Die Kirche besteht aus dem breiten, hochräumigen, fast quadratischen Schiff, dessen Flachdecke mit schablonierten Malereien durch einen Unterzugsbalken gestützt wird. Die Decke ist durch schmale Längs- und breitere Querleisten in zahlreiche längsrechteckige Felder zerlegt und über und über, zumeist mit Schablonen, aber auch freihändig, bemalt. Zu sehen sind eine schier unübersehbare Fülle verschiedener Knoten-, Flechtwerk-, Stern-, Wirbelradmuster und Rosetten.[14] Interessant ist zudem der rechte Flügelaltar, der gefesselte überlebensgroße Christus mit Teichschlögel und Geißel wie die beachtenswerte Kreuzgruppe mit Christus und den beiden Schächern. Bis um 1890 gab es noch eine Kette, die zweimal um die Kirche gespannt war. Sie fiel dem Rost zum Opfer, Reste davon wurden später zu Blech verarbeitet und damit die seinerzeitige Eingangstüre der Pfarrkirche Tröpolach beschlagen. Außen – an der Nordwand – sieht man ein spätgotisches, überlebensgroßes Christopherusfresko. Der jugendliche Riese trägt das segnende Jesuskind auf der rechten Schulter. Dieses Fresko war seinerzeit, als der Wald das Kirchlein noch nicht verdeckte, weithin vom Tal aus zu sehen. Zu ihm haben die Reisenden aufgeblickt und den Heiligen um seine Fürsprache gebeten. Dem Volksglauben nach war damit ihr Leben für diesen einen Tag gesichert.

- Pfarrkirche Egg (Kärnten)
- Pfarrkirche Rattendorf
- Pfarrkirche Hermagor
- Watschiger Toleranzbethaus

## Wirtschaft und Infrastruktur
Die Gemeinde hat sich in den letzten Jahren zu einer bedeutenden zweisaisonalen Tourismusgemeinde (jährlich über eine Million Nächtigungen) entwickelt. Im Winter lockt die Skiarena Nassfeld (Mokrine) als eines der größten Skigebiete in den südlichen Alpen viele Touristen an, während in den Sommermonaten ein umfangreiches Urlaubsangebot mit Wasser (Pressegger See, Gail), Wandern, Radfahren, Bergsteigen, Geotrail, Fischen, kulinarischen Festen und diversen Kinderattraktionen besteht.
Im Jahr 2001 entfielen von den 3228 Beschäftigten 600 auf das Beherbergungs- und Gaststättenwesen, 471 waren in Handel, Reparatur von Kfz und Gebrauchsgütern tätig sowie 441 in der Sachgütererzeugung.

### Land- und Forstwirtschaft
1999 wurden in der Stadtgemeinde Hermagor-Pressegger See noch 86 landwirtschaftliche Haupterwerbs- und 455 Nebenerwerbsbetriebe gezählt. Anteilsmäßig liegt die Gemeinde unter dem Kärntner Landesschnitt. Die großen Grundbesitzer sind juristische Personen (Agrargemeinschaften), die etwas weniger als die Hälfte der bewirtschafteten Flächen ausmachen. Keine große Bedeutung hat der Ackerbau, 2009 wurden 789 ha als Ackerfläche ausgewiesen, davon sind mehr als die Hälfte Ackerwiesen und -weiden. Auf 134 ha reinen Ackerflächen werden primär Sommergerste, Hafer und Körnermais angebaut.
Von den 599 im Jahre 2009 bestehenden Betrieben war die Forstwirtschaft von 320 (53,4 % der Betriebe) die Haupttätigkeit, gefolgt von der Rinderhaltung (177) und der Schafzucht (47). Der Viehbestand nahm innerhalb der letzten 50 Jahre um die Hälfte ab.
Wald und Holz spielt für die bäuerliche Existenz als wirtschaftliches Standbein eine große Rolle. Die Bewirtschaftung der durchwegs in bäuerlichem Besitz befindlichen Waldgebiete nimmt an Bedeutung zu. Allerdings ist es bis auf wenige Ausnahmen nicht gelungen, vor Ort eine industrielle Veredelung des Holzes umzusetzen. Holz gewinnt auch im Rahmen des Umweltschutzes größere Bedeutung. So werden unter anderen die Stadt Hermagor wie der Tourismusort Tröpolach mittels Biomasse mit Fernwärme versorgt.
Von zentraler Bedeutung ist auch die Almwirtschaft. Rinder und Pferde verbringen den Sommer über auf den Almweiden. Die Milch wird dort zu Gailtaler Almkäse und sonstigen regionalen Spezialitäten verarbeitet. Diese Almwirtschaften sind jedes Jahr Ziel tausender Alm- und Bergwanderer.

### Handel und Gewerbe
Wenn auch kleinste Bezirkshauptstadt Österreichs, so bildet Hermagor dennoch das wirtschaftliche Zentrum des Gail-, Gitsch- und Lesachtales. Hier am Schnittpunkt zweier Täler hat sich schon früh Handwerk und Handel angesiedelt. Von seinerzeit eher agrarisch geprägter Wirtschaft hat sich Hermagor in den letzten Jahrzehnten zu einer starken Tourismusregion gewandelt. Zahlreiche Arbeitsplätze wurden durch den Tourismus geschaffen, Handel und Gewerbe profitieren davon. Das Dienstleistungsgewerbe in all seinen Facetten hat stark zugenommen, das Handwerk hat aber nach wie vor seine Bedeutung. Mit Stand 1. Mai 2012 waren in der Stadtgemeinde Hermagor-Pressegger See 514 Unternehmen verschiedener Größe und verschiedenster Branchen angemeldet.

### Tourismus
Im letzten Drittel des 19. Jahrhunderts setzte die touristische Erschließung des Gailtales ein. 1882 erfolgte die Gründung des „Touristen Verein Hermagor“. Der entscheidende Impuls kam 1894 durch den Bau der Gailtalbahn, die 1915 aus Kriegszwecken bis nach Kötschach-Mauthen weitergebaut wurde. In Hermagor gab es mindestens fünf Gasthöfe mit Fremdenzimmern. Das „Wirtschaftswunder“ nach dem Zweiten Weltkrieg verhalf den Tourismus zu starken Zuwachsraten. Bundespräsident Adolf Schärf verbrachte zahlreiche Urlaube am Pressegger See. Vor allem die Wiener zog es an den Pressegger See. Der See erhielt moderne Strandbäder. Nördlich des Sees verläuft der Julius Kugy Alpine Trail, Etappe 28 (ÖAV/Landesverband Kärnten).
Der Wintertourismus spielte bis dahin eine untergeordnete Rolle. Das änderte sich im Jahr 1962. Arnold Pucher, später der „Nassfeld-Kaiser“ genannt, errichtete mit dem Hotel „Wulfenia“ das erste Hotel. Zur selben Zeit baute Hans Jenul den ersten Schlepplift. Heute ist das Nassfeld das größte Skigebiet Kärntens. Es bietet über 30 Bahnen und Lifte und über 100 Abfahrtskilometer, die längste Einseil-Umlaufbahn Europas und die längste Talabfahrt.
Die Anbindung des Tales, der Bau neuer Hotels und die Schaffung moderner Infrastrukturen ließ die Übernachtungszahlen wie die Zahl der Tagesgäste rasch ansteigen.
Im Jahr 2012 verfügten 490 Tourismusbetriebe in Hermagor-Pressegger See über ein Gesamtangebot von 10.576 Betten am Berg und im Tal.
Mit über einer Million Nächtigungen zählt die Tourismusgemeinde Hermagor-Pressegger See mittlerweile zu den wichtigsten Tourismuszentren Kärntens und Südösterreichs. Im Winter steht Hermagor in Kärnten an der Spitze. Insgesamt befindet sich Hermagor unter den 20 nächtigungsstärksten Gemeinden Österreichs.

### Sommertourismus
Der Raum Hermagor, insbesondere der Presseggersee, war schon vor dem Ersten Weltkrieg bei gut situierten Bürgerfamilien aus den Zentren der damaligen Monarchie sehr beliebt. Das beständige Wetter, die angenehmen Temperaturen des Presseggersees und die Naturlandschaft um den See mit der österreichweit zweitgrößten Schilffläche (nach dem Neusiedler See) waren Gründe für die Beliebtheit dieser Region. Erste Pensionen und Hotels entstanden um den See, Verkehrswege wurden gebaut und eine bescheidene Infrastruktur geschaffen.
Heute bietet sich dem Gast eine moderne Infrastruktur, Strandbäder, Gastronomie, Radwege, Wanderwege, Kärntens erster Erlebnispark und Unterkünfte von Privatquartier bis zum Fünfsterne-Hotel.
Im Sommer ist das Nassfeld ein beliebtes Ausflugs- und Urlaubsziel auch für Geologen auf Grund des einzigartigen Gebirgs- und Gesteinsaufbaus. Ebenso ist die Region bei Botanikern beliebt. In der Reihe seltener Pflanzen und Blumen sticht vor allem die Wulfenia hervor. Der Lippenblütler kommt nur rund um den Gartnerkofel (Seehöhe ca. 1700 m) und im Prokletije-Gebirge im Grenzgebiet zwischen Montenegro, Kosovo und Albanien vor.

### Interreg CLLD
Die Stadtgemeinde Hermagor ist Teil des grenzüberschreitenden Programms zur Zusammenarbeit Interreg CLLD in der Förderperiode 2021–2027, im Kooperationsprogramm Interreg VI-A Italien – Österreich 2021–2027. Das Programm Interreg VI-A Italien-Österreich 2021–2027 wurde mit Beschluss der Europäischen Kommission vom 16. Juni 2022 angenommen. Das Programm wird bis 2027 mit Mitteln in Höhe von ca. 91 Mio. EUR dotiert, von denen mehr als 73 Mio. Euro aus dem Europäischen Fonds für regionale Entwicklung finanziert werden. Das Programmgebiet umfasst weiterhin die Länder Salzburg, Tirol und Kärnten sowie die Regionen Venetien, Friaul-Julisch Venetien und die Provinz Bozen.

### Bildung
Nach Gemeindeangaben gibt es in Hermagor vier Kindergärten (darunter ein privater Waldkindergarten und ein katholischer), vier Volksschulen (eine davon katholisch), eine Neue Mittelschule, die einen musikalischen Schwerpunkt anbietet, sowie ein höheres Bildungscluster bestehend aus einer AHS-Unterstufe, einem BORG und einer HBLA mit einem wirtschaftlichen und einem gastronomischen Zweig.

## Gewässer

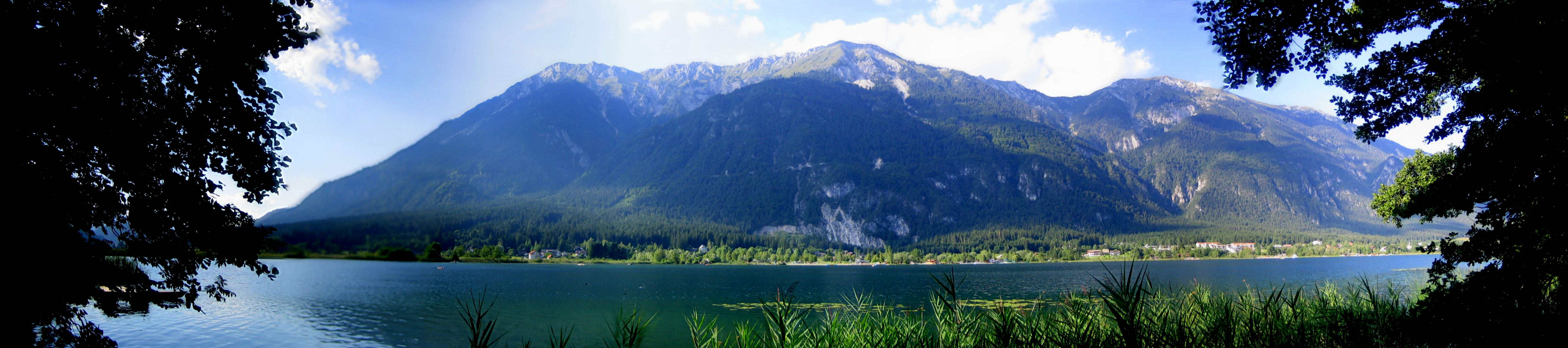
Pressegger See vom Südufer Richtung Norden

Der Pressegger See hat den Charakter eines Flachlandsees mit seichtem Becken inmitten eines ausgedehnten Schilfbestandes. Dieser bedeckt die angrenzenden Flachmoore in einem Ausmaß von etwa 300 Hektar und bildet nach dem Neusiedlersee die zweitgrößte Schilflandschaft Österreichs.
Die Entstehung des Pressegger Sees reicht auf die Verhältnisse nach Ende der Eiszeit zurück. In die Talsenke zwischen dem Spitzegel-Zug im Norden und dem Phyllitrücken des Eggforstes im Süden floss während der Eiszeit ein Gletscher, der sich mehrfach überformt hat. Vor der letzten Vereisung erfolgte die Entwässerung des Gitschtales über den heutigen Seebereich Richtung Görtschach und zur Gail. Da sich das Gailbett durch Aufschotterung immer mehr hob, verlor der untere Talabschnitt die bisherige Entwässerung. Das Wasser der Niederschläge sammelte sich im Einzugsbereich des unteren Gitschtales zu einem See, dessen letzten Rest der heutige Pressegger See darstellt.
Die Länge des Sees in Richtung O-W beträgt etwa 900 Meter, die Breite rund 600 Meter. Die Seefläche deckt um die 55 Hektar. Damit nimmt er unter Kärntens Seen den neunten Rang ein. Die größte Tiefe beträgt im Bereich eines Quelltrichters knapp 14 Meter. Nur ein Siebtel des Seegrundes liegt tiefer als sechs Meter unter dem Wasserspiegel, die durchschnittliche Wassertiefe ist nicht größer als dreieinhalb Meter. Das Wasservolumen wird auf zwei Millionen Kubikmeter geschätzt.
Gespeist wird der Pressegger See einerseits vom Vella-Bach und andererseits von zahlreichen unterirdischen, dicht verzweigten Quellen. Eine Sage erzählt, dass ein Kalb im Bodensee, der auf halber Höhe auf dem Weg zum Nassfeld liegt, untergegangen und ertrunken ist. Der Bauer suchte es zwar, gab aber bald die Suche danach auf. Einige Wochen später trieb es auf der Oberfläche des Pressegger Sees. Es war durch Schluchten und unterirdische Wasserzüge in den etwa 15 Kilometer entfernten See gelangt.

## Politik

### Stadtrat und Bürgermeister
Der Stadtrat (Stadtregierung) besteht aus sieben Mitgliedern. Direkt gewählter Bürgermeister ist Leopold Astner (ÖVP).
Bürgermeister
- 1958–1973 Rudolf Tillian (SPÖ)[24]
- 1973–1981: Josef Themesl[25]
- 1979–1981: Rudolf Tillian (SPÖ)[24]
- 1981–1983: Max Rauscher (SPÖ)[26]
- 1983–2011: Vinzenz Rauscher (SPÖ)[27]
- 2011–2021: Siegfried Ronacher (SPÖ)[28]
- seit 2021: Leopold Astner (ÖVP)

### Gemeinderat
Der Gemeinderat von Hermagor hat 27 Mitglieder.
- Seit der Gemeinderatswahl 2021 hat er folgende Zusammensetzung: 12 SPÖ, 9 ÖVP, 2 FPÖ, 3 Karl Tillian – Bürgerliste

1 Unabhängige vormals FPÖ
Hermagor

### Wappen
Hermagor wurde am 18. Juni 1619 ein Pergamentlibell einer Wappenverleihungsurkunde verliehen, von der nur Abschriften aus dem Jahr 1642 ohne Abbildungen erhalten sind. In der Folge führte Hermagor ein Siegel, das die Halbfigur des Hermagoras zeigt. Zwischen 1734 und 1796 wurde ein Siegel mit einer Darstellung des Heiligen als Ganzfigur verwendet, und in der Folge variieren einige Details der Hermagorasabbildung. Bei der Wappenbestätigung im Jahr 1974 kehrte man zum ältesten erhaltenen Siegel zurück, das auch der Blasonierung von 1619 entspricht.
Anlässlich der Wappenbestätigung wurde folgende heraldische Beschreibung festgelegt:
„In Rot die Halbfigur des Bischofs Hermagoras in violettem Mantel, in der rechten einen grünen Palmzweig, in der linken einen goldenen Bischofsstab haltend.“
Die Flagge ist Rot-Gelb mit eingearbeitetem Wappen.

### Gemeindepartnerschaft
Seit 1998 besteht eine Städtepartnerschaft mit der Nachbargemeinde Pontebba im italienischen Kanaltal.

## Persönlichkeiten

### Töchter und Söhne
- Armin Assinger (* 1964), österreichischer Skirennläufer, jetzt Fernsehmoderator
- Roland Assinger (* 1973), Skirennläufer
- Anton Dekan (* 1948), Pseudonym Tony Dee, Schriftsteller und Musiker
- Hans Domenig (1901–1976), Bildhauer
- Max Domenig (1886–1952), Bildhauer
- Georg Essl III. (1931–2022), Unternehmer und Erfinder
- Karlheinz Essl senior (* 1939), Handelsmanager und Kunstsammler
- Robert Essl (1980–2019), Fotograf
- Hannes Flaschberger (* 1952), Schauspieler
- Ulrich Gäbler (* 1941), Theologe und Rektor der Universität Basel
- Franc Grafenauer (1860–1935), Reichsratsabgeordneter der Kärntner Slowenen und Orgelbauer
- Josef Grafenauer (1824–1889), Orgelbauer
- Franz Gratzer (1906–1986), Landtagsabgeordneter in Kärnten
- Gerhard Lampersberg (1928–2002), Komponist
- Matthias Mayer/Matija Majar-Ziljski (1809–1892), Geistlicher und nationalslowenischer Aktivist
- Gotbert Moro (1902–1987), Historiker, Direktor des Kärntner Landesmuseums und Landesarchivs
- Oswin Moro (1895–1941), Lehrer und Volkskundler
- Engelbert Obernosterer (* 1936), Schriftsteller
- Elisabeth Oberzaucher (* 1974),  Verhaltensbiologin
- Paul Pellar (1919–1988), lutherischer Theologe, Superintendent von Kärnten und Osttirol
- Leo Pietsch (1905–1981), Weihbischof
- Arnold Pucher (1940–2022), Nassfeldpionier und Ehrenbürger
- Stefanie Ranner (1923–1944), NS-Opfer
- Josef Rothleitner (1934–2011), theoretischer Physiker
- Markus Salcher (* 1991), Behindertensportler
- Hans Schabus (* 1970), Künstler
- Robert Schabus (* 1971), Filmemacher
- Rudolf Tillian (1913–2013), Gemeindebundfunktionär, Bürgermeister und Ehrenbürger
- Herbert Unterberger, (* 1944), Bildhauer
- Ines Widmann (1904–2002), Schriftstellerin

### Ehrenbürger
- Arnold Pucher (1940–2022), Nassfeldpionier und Ehrenbürger
- Rudolf Tillian (1913–2013), Gemeindebundfunktionär, Bürgermeister und Ehrenbürger
- Adolf Hitler: Verleihung Juni 1938, Aberkennung April 2025, siehe auch Adolf Hitler als Ehrenbürger[30]
- Engelbert Obernosterer und Herbert Unterberger, Ehrenbürgerschaft für herausragenden Verdienste um Kunst und Kultur, Verleihung Juli 2025[31]